# Vis a Vis
Vis a Vis  (estilizado como VisAVis) é uma série de televisão criminal espanhola, originalmente produzida pelo estúdio espanhol Globomedia, e exibida entre 2015 e 2019 pelo canal Antena 3. Ambientada sobretudo numa prisão, a série foca numa jovem que tem de se adaptar à sua nova vida de presidiária. 
A série estreou no dia 20 de abril de 2015, e a segunda temporada teve início um mês depois no dia 26 de maio. Em 6 de julho de 2017, a Antena 3 anunciou o cancelamento da série, porém a Fox Espanha adquiriu os direitos de transmissão e anunciou uma terceira temporada, que estreou em 23 de abril de 2018. Uma quarta e até então última temporada foi lançada em dezembro de 2018, sendo cancelada em seguida. A Netflix também comprou os direitos globais de streaming para o programa.
Após o cancelamento inicial do programa, vários membros do elenco seguiram para outros projetos, resultando em grandes mudanças de elenco nas temporadas 3 e 4. A produção também mudou para um local de filmagem diferente, já que o estúdio anterior se tornou o set de outra série de Álex Pina, La Casa de Papel. Maggie Civantos, que interpretou a personagem principal da série nas duas primeiras temporadas, teve seu papel reduzido devido ao seu compromisso com outro programa, Las Chicas del Cable. Najwa Nimri, Berta Vázquez, María Isabel Díaz Lago, Marta Aledo, Laura Buena e Alba Flores voltaram como membros do elenco principal.
Em maio de 2019, foi anunciada uma continuação da série, intitulada Vis a Vis: El Oasis, que mostra os acontecimentos das personagens centrais da trama — Macarena e Zulema — após saírem da prisão. A temporada estreou em 20 de abril de 2020 e foi finalizada em 8 de junho do mesmo ano na Fox Espanha, assim, marcando o encerramento das histórias das personagens de forma definitiva.

## Enredo
Macarena "Maca" Ferreiro é uma moça jovem e ingênua que se apaixona por seu chefe e, sob influência dele, comete vários delitos financeiros. Acusada de quatro crimes fiscais, é enviada provisoriamente à prisão feminina Cruz del Sur (Cruz do Sul) com uma fiança muito alta. Ela tem de lidar com o choque emocional que a prisão significa para ela, e viver relacionamentos complicados com as outras detentas, entre as quais Zulema, a mais perigosa de todas.
Macarena percebe que a chance de sobreviver seus sete anos de encarceramento (pelos quais ela provavelmente passará condenada) irão depender dela evoluir e se tornar uma pessoa bem diferente. Enquanto isso, para conseguir pagar a fiança caríssima, sua família precisa encontrar uma grande quantidade de dinheiro escondida em algum lugar, disputando com o namorado de Zulema, que leva os Ferreiros a uma situação terrível.   
A série reflete o dia-a-dia de prisioneiras e um grupo de funcionários de uma penitenciária. A transformação de uma mulher inofensiva, aparentemente incapaz de causar danos, em uma sobrevivente que deixa seus escrúpulos de lado. A luta pela sobrevivência marca, assim, a convivência entre presidiários, caracterizada por alianças, traições e vinganças tanto entre presidiários quanto entre funcionários.   
Macarena deixa de ser a protagonista a partir da terceira e quarta temporada.

## Episódios
| Temporada | Temporada | Episódios | Exibição original     | Exibição original      | Canal original |
| Temporada | Temporada | Episódios | Estreia de temporada  | Final de temporada     | Canal original |
| --------- | --------- | --------- | --------------------- | ---------------------- | -------------- |
|           | 1         | 11        | 20 de abril de 2015   | 2 de julho de 2015     | Antena 3       |
|           | 2         | 13        | 31 de março de 2016   | 22 de junho de 2016    | Antena 3       |
|           | 3         | 8         | 23 de abril de 2018   | 11 de junho de 2018    | Fox Espanha    |
|           | 4         | 8         | 3 de dezembro de 2018 | 4 de fevereiro de 2019 | Fox Espanha    |
|           | Oásis     | 8         | 20 de abril de 2020   | 8 de junho de 2020     | Fox Espanha    |

### Temporada 1 (2015)
A primeira temporada segue a história de Macarena Ferreiro (Maggie Civantos), uma mulher que foi condenada à prisão por desvio de dinheiro da empresa em que trabalha por instrução de seu chefe e amante. Sua vida vai virar de pernas para o ar quando ela conhecer as presas Zulema Zahir (Najwa Nimri), a presa mais perigosa da prisão, sua amiga leal Saray (Alba Flores) e Cachinhos (Berta Vázquez), uma presa alegre que a faria questionar sua sexualidade. Conforme ela se adapta ao ambiente da prisão, suas decisões e escolhas terão consequências terríveis, não apenas para ela, mas também para sua família, que foi apanhada em sua confusão.

### Temporada 2 (2016)
A temporada começou com a fuga de Zulema (Najwa Nimri), Saray (Alba Flores) e Macarena (Maggie Civantos) da prisão e suas consequências. Com o suborno de Sandoval (Ramiro Blas), Miranda (Cristina Plazas) impondo regras e regulamentos mais rígidos na prisão como repercussão na fuga das presas. Com autoridade do Diretor para usar quaisquer medidas extremas para disciplinar as presas que se comportem mal, alguns oficiais recorrem ao abuso de poder com algumas das presas como vítimas de abuso físico e mental, bem como de estupro. Com ameaças pairando sobre a família de Macarena por se envolver com a família do Egípcio, os Ferreiro sofrerão sua pior tragédia. Enquanto isso, o triângulo amoroso de Macarena, Cachinhos (Berta Vázquez) e Saray continua com Fabio (Roberto Enríquez) na mistura.

### Temporada 3 (2018)
A temporada girou em torno das vidas de Saray (Alba Flores), Cachinhos (Berta Vázquez), Sole (María Isabel Díaz Lago), Tere (Marta Aledo), Anabel (Inma Cuevas), Antonia (Laura Baena) e Zulema (Najwa Nimri), à medida que se adaptam ao novo ambiente de Cruz do Norte. Depois de serem transferidas para a nova prisão devido à superlotação na Cruz do Sul, as presas foram forçadas a se unirem e colocarem de lado suas diferenças entre si ao encontrarem presas e funcionários da prisão de Cruz do Norte. Novos personagens foram introduzidos, como um grupo de presidiárias chinesas, que elas imediatamente souberam serem as que controlam a prisão com Macarena (Maggie Civantos) como sua primeira vítima.

### Temporada 4 (2018–19)
A quarta temporada trata das consequências da fuga de Zulema (Najwa Nimri), Saray (Alba Flores) e Altagracia (Adriana Paz). Altagracia, que costumava aterrorizar os presos como guarda penitenciária, agora é um deles. Zulema e Saray, que antes eram melhores amigas, agora são inimigas uma da outra. O Dr. Sandoval (Ramiro Blas) é o novo Diretor da Cruz do Norte, que aplicou a violência para domar os presos, tornando a prisão mais perigosa do que nunca. Vemos Saray como uma mãe, que faria qualquer coisa por seu filho, e Zulema, que mais tarde se revelaria mãe. Enquanto isso, Sole (María Isabel Díaz Lago) tem a doença de Alzheimer. Macarena (Maggie Civantos) finalmente acorda do coma.

### Vis a Vis: El Oasis(2020)
Depois de alguns anos se dedicando ao roubo de joalheiros, bancos e cassinos, é hora de Macarena (Maggie Civantos) e Zulema (Najwa Nimri) se separarem. Para fazer isso, eles decidem preparar um último assalto que visa roubar uma tiara de diamante da filha de um importante traficante mexicano durante o casamento da jovem. Os dois fugitivos terão a ajuda de Goya (Itziar Castro), Mónica (Lisi Linder), Triana (Claudia Riera) e "La Flaca" (Isabel Naveira) para realizar este trabalho. Horas após o assalto, a equipe se reunirá no Oasis Hotel para distribuir o saque. No entanto, o plano não é tão perfeito quanto o planejado e a situação é complicada a cada momento.

## Elenco e personagens
Enquanto a série inicialmente se concentrava na personagem de Macarena Ferreiro, interpretada por Maggie Civantos, acabou evoluindo para uma série em conjunto.
| Intérprete          | Personagem                           | Temporadas       | Temporadas       | Temporadas       | Temporadas       | Temporadas       |
| Intérprete          | Personagem                           | 1                | 2                | 3                | 4                | El Oásis         |
| Elenco principal    | Elenco principal                     | Elenco principal | Elenco principal | Elenco principal | Elenco principal | Elenco principal |
| ------------------- | ------------------------------------ | ---------------- | ---------------- | ---------------- | ---------------- | ---------------- |
| Maggie Civantos     | Macarena Ferreiro                    | Principal        | Principal        | Participação     | Participação     | Principal        |
| Najwa Nimri         | Zulema Zahir                         | Principal        | Principal        | Principal        | Principal        | Principal        |
| Berta Vázquez       | Estafania Kabila "Rizos / Cachinhos" | Principal        | Principal        | Principal        | Principal        |                  |
| Roberto Enríquez    | Fabio Martínez León                  | Principal        | Principal        | Participação     |                  |                  |
| Alba Flores         | Saray Vargas de Jesús                | Principal        | Principal        | Principal        | Principal        | Participação     |
| Inma Cuevas         | Ana Belén "Anabel" Villaroch         | Principal        | Principal        | Recorrente       |                  |                  |
| María Isabel Díaz   | Soledad "Sole" Núñez Hurtado         | Principal        | Principal        | Principal        | Principal        |                  |
| Ramiro Blas         | Carlos Sandoval Castro               | Principal        | Principal        | Participação     | Principal        | Participação     |
| Marta Aledo         | Teresa "Tere" González Largo         | Principal        | Principal        | Principal        | Principal        |                  |
| Laura Baena         | Antonia Trujillo Díez                | Principal        | Principal        | Principal        | Principal        |                  |
| Jesús Castejón      | Inspetor Damián Castillo             | Recorrente       | Principal        | Principal        | Principal        | Participação     |
| Itziar Castro       | Goya Fernández                       |                  |                  | Principal        | Principal        | Principal        |
| Adriana Paz         | Altagracia Guerrero                  |                  |                  | Principal        | Principal        |                  |
| Abril Zamora        | Luna Garrido                         |                  |                  | Recorrente       | Principal        |                  |
| Cristina Marcos     | Magdalena Cruz                       |                  |                  |                  | Principal        |                  |
| Benjamín Vicuña     | Antonio Hierro                       |                  |                  |                  | Principal        |                  |
| Lucas Ferraro       | Cepo Sandoval Castro                 |                  |                  |                  |                  | Principal        |
| Ana María Picchio   | Ama Castro                           |                  |                  |                  |                  | Principal        |
| David Ostrosky      | Víctor Ramala                        |                  |                  |                  |                  | Principal        |
| Elenco recorrente   |                                      |                  |                  |                  |                  |                  |
| Carlos Hipólito     | Leopoldo Ferreiro                    | Recorrente       | Recorrente       |                  |                  |                  |
| Cristina Plazas     | Miranda Aguirre Senén                | Recorrente       | Recorrente       |                  |                  |                  |
| María Salgueiro     | Encarna Molina                       | Recorrente       | Recorrente       |                  |                  |                  |
| Daniel Ortiz        | Román Ferreiro Molina                | Recorrente       | Recorrente       |                  |                  | Participação     |
| Harlys Becerra      | Ismael Valbuena Ugarte               | Recorrente       | Recorrente       |                  |                  |                  |
| Alberto Velasco     | Antonio Palacios Lloret              | Recorrente       | Recorrente       |                  | Recorrente       |                  |
| Adryen Mehdi        | Hanbal Hamadi                        | Recorrente       | Participação     |                  |                  |                  |
| Dunia Rodríguez     | María Prieto Téllez "Casper"         | Recorrente       | Participação     |                  |                  |                  |
| Ana Marzoa          | Prudencia Mosqueira                  | Participação     |                  | Recorrente       |                  |                  |
| Olivia Delcan       | Cristina Marquina "Bambi"            |                  | Recorrente       |                  |                  |                  |
| Verónika Moral      | Helena Martín                        |                  | Recorrente       |                  |                  |                  |
| Ruth Díaz           | Mercedes Carrillo                    |                  |                  | Recorrente       | Participação     |                  |
| Huichi Chiu         | Akame                                |                  |                  | Recorrente       |                  |                  |
| Javier Lara         | Álex Moncada                         |                  |                  | Recorrente       |                  |                  |
| Luis Callejo        | Andrés Frutos                        |                  |                  | Recorrente       |                  |                  |
| Irene Anula         | Inspetora Nerea Rojas                |                  |                  | Recorrente       |                  |                  |
| Zaira Peréz         | Nuria Millán                         |                  |                  | Recorrente       | Recorrente       |                  |
| Georgina Amorós     | Fatima Amín                          |                  |                  |                  | Recorrente       |                  |
| Édgar Vittorino     | Caimán                               |                  |                  |                  | Recorrente       |                  |
| Isabel Naveira      | Laura "Flaca" Ros                    |                  |                  |                  |                  | Recorrente       |
| Lisi Linder         | Mónica Ramala                        |                  |                  |                  |                  | Recorrente       |
| Claudia Riera       | Triana Azcoitia                      |                  |                  |                  |                  | Recorrente       |
| Alma Itzel          | Kati Ramala                          |                  |                  |                  |                  | Recorrente       |
| Almagro San Miguel  | Diego Ramala                         |                  |                  |                  |                  | Recorrente       |
| Fernando Sansegundo | Matías "Mati" Maneses                |                  |                  |                  |                  | Recorrente       |
| Iván Morales        | Javier Colsa                         |                  |                  |                  |                  | Recorrente       |
| Pablo Vázquez       | Julián Quintanilla                   |                  |                  |                  |                  | Recorrente       |
| Natalia Hernández   | Elena Quintanilla                    |                  |                  |                  |                  | Recorrente       |
| Paula Gallego       | Virginia "Vivi" Quintanilla          |                  |                  |                  |                  | Recorrente       |

## Recepção

### Resposta da crítica
Quando a premissa da série foi anunciada pela primeira vez, ela foi imediatamente comparada à série de televisão americana Orange Is the New Black e alguns meios de comunicação acusaram-na de ser uma mera cópia. No entanto, quando o episódio piloto foi exibido para os críticos, eles notaram que as duas séries têm um tom diferente, já que Vis a Vis é em maior parte um suspense, enquanto Orange Is the New Black é uma mistura de drama com comédia. Além das comparações, a série recebeu críticas favoráveis a boas críticas.
Os críticos elogiaram a atuação e o enredo acelerado do elenco. "A atuação é forte, os personagens envolventes e críveis, o roteiro é rápido e cativante, e fica lindo na tela com um trabalho de câmera criativo e imaginativo." Rebecca Nicholson do The Guardian diz que a série é "um suspense tremendamente bobo e fantasticamente tenso que se desenvolve em um ritmo de tirar o fôlego".
"Isso é violento – de forma brutal – e muito explícito em sua descrição da vida em uma prisão feminina. Mas totalmente brilhante ao mesmo tempo. É escuro com um ar constante de ameaça e perigo passando por ele. Eu adoro isso." de Martin Howse da Entertainment Focus.
Depois de duas temporadas, a Antena 3 cancelou a série, no entanto, em 6 de julho de 2017, a Fox Espanha anunciou que havia escolhido a série para uma terceira e quarta temporada, com a quarta como a última da série. A 3ª temporada estreou em 23 de abril de 2018. E a quarta e última temporada foi lançada em dezembro de 2018. A série foi filmada na Espanha.

### Prêmios e indicações
Durante suas quatro temporadas consecutivas, a série coletou um total de quarenta e quatro (44) nomeações com treze (13) vitórias.
| Ano  | Premiação                                | Categoria                             | Nomeado(a)                                                          | Resultado | Ref.   |
| ---- | ---------------------------------------- | ------------------------------------- | ------------------------------------------------------------------- | --------- | ------ |
| 2015 | Premios Ondas                            | Melhores Atrizes                      | Elenco Feminino de Vis a Vis                                        | Venceu    | [ 20 ] |
| 2015 | FesTVal de Televisión y Radio de Vitoria | Descoberta do Ano                     | Vis a Vis                                                           | Venceu    |        |
| 2015 | Premios MiM                              | Melhor Atriz Dramática para Televisão | Maggie Civantos                                                     | Venceu    |        |
| 2016 | Unión de Actores y Actrices              | Melhor Atriz Principal                | Maggie Civantos                                                     | Venceu    | [ 21 ] |
| 2016 | Unión de Actores y Actrices              | Melhor Atriz Principal                | Najwa Nimri                                                         | Indicado  | [ 21 ] |
| 2016 | Unión de Actores y Actrices              | Melhor Ator Principal                 | Roberto Enríquez                                                    | Indicado  | [ 21 ] |
| 2016 | Unión de Actores y Actrices              | Melhor Atriz Coadjuvante              | Alba Flores                                                         | Indicado  | [ 21 ] |
| 2016 | Unión de Actores y Actrices              | Melhor Atriz Secundária               | Inma Cuevas                                                         | Venceu    | [ 21 ] |
| 2016 | Unión de Actores y Actrices              | Melhor Atriz Secundária               | Marta Aledo                                                         | Indicado  | [ 21 ] |
| 2016 | Premios Iris                             | Melhor Atriz                          | Najwa Nimri                                                         | Indicado  | [ 21 ] |
| 2016 | Premios Iris                             | Melhor Ator                           | Carlos Hipolito                                                     | Indicado  | [ 21 ] |
| 2016 | Premios Iris                             | Melhor Ficção                         | Vis a Vis                                                           | Indicado  | [ 21 ] |
| 2016 | Premios Iris                             | Melhor Produção                       | Cristina López Ferrar, Juan López Olivar                            | Indicado  | [ 21 ] |
| 2016 | Fotogramas de Plata                      | Prêmio de Audiência – Série Espanhola | Vis a Vis                                                           | Indicado  | [ 21 ] |
| 2016 | Festival de Luchon (França)              | Melhor Ficção Espanhola               | Vis a Vis                                                           | Venceu    |        |
| 2016 | Premios Paramount Channel                | Melhor Vilã                           | Najwa Nimri                                                         | Venceu    |        |
| 2016 | Premios Paramount Channel                | Melhor Atriz Futura                   | Berta Vázquez                                                       | Venceu    |        |
| 2016 | Premios MiM                              | Melhor Série Dramática                | Vis a Vis                                                           | Venceu    |        |
| 2016 | Premios MiM                              | Melhor Direção                        | Vis a Vis                                                           | Indicado  |        |
| 2017 | Unión de Actores y Actrices              | Melhor Atriz Principal                | Maggie Civantos                                                     | Indicado  | [ 21 ] |
| 2017 | Unión de Actores y Actrices              | Melhor Atriz Principal                | Najwa Nimri                                                         | Indicado  | [ 21 ] |
| 2017 | Unión de Actores y Actrices              | Melhor Ator Principal                 | Roberto Enríquez                                                    | Indicado  | [ 21 ] |
| 2017 | Unión de Actores y Actrices              | Melhor Atriz Coadjuvante              | Alba Flores                                                         | Venceu    | [ 21 ] |
| 2017 | Unión de Actores y Actrices              | Melhor Atriz Secundária               | Inma Cuevas                                                         | Venceu    | [ 21 ] |
| 2017 | Unión de Actores y Actrices              | Melhor Atriz Secundária               | Maria Isabel Díaz                                                   | Indicado  | [ 21 ] |
| 2017 | Premios Feroz                            | Melhor Série Dramática                | Vis a Vis                                                           | Indicado  | [ 21 ] |
| 2017 | Premios Feroz                            | Melhor Atriz Principal                | Maggie Civantos                                                     | Indicado  | [ 21 ] |
| 2017 | Premios Feroz                            | Melhor Atriz Principal                | Najwa Nimri                                                         | Indicado  | [ 21 ] |
| 2017 | Premios Feroz                            | Melhor Atriz Coadjuvante              | Alba Flores                                                         | Indicado  | [ 21 ] |
| 2017 | Premios Feroz                            | Melhor Atriz Coadjuvante              | Inma Cuevas                                                         | Indicado  | [ 21 ] |
| 2017 | Fotogramas de Plata                      | Prêmio de Audiência – Série Espanhola | Vis a Vis                                                           | Venceu    | [ 21 ] |
| 2017 | Fotogramas de Plata                      | Melhor Atriz de TV                    | Najwa Nimri                                                         | Indicado  | [ 21 ] |
| 2017 | Premios Fenix Awards                     | Melhor Conjunto de TV                 | Vis a Vis                                                           | Indicado  | [ 21 ] |
| 2018 | Premios Iris (ATv)                       | Melhor Atriz                          | Alba Flores                                                         | Indicado  | [ 21 ] |
| 2018 | Premios Iris (ATv)                       | Melhor Diretor                        | Jesus Colmenar, Sandra Gallego, David Molina Encinas, Jesus Rodrigo | Indicado  | [ 21 ] |
| 2018 | Premios MiM                              | Melhor Série Dramática                | Vis a Vis                                                           | Indicado  |        |
| 2018 | Premios MiM                              | Melhor Atriz Dramática                | Najwa Nimri                                                         | Indicado  |        |
| 2019 | Unión de Actores y Actrices              | Melhor Ator Secundário                | Jesus Castejon                                                      | Indicado  | [ 21 ] |
| 2019 | Unión de Actores y Actrices              | Melhor Nova Comer Feminina            | Abril Zamora                                                        | Indicado  | [ 21 ] |
| 2019 | Premios Feroz                            | Melhor Atriz Principal                | Najwa Nimri                                                         | Indicado  | [ 21 ] |
| 2019 | Fotogramas de Plata                      | Melhor Atriz de TV                    | Najwa Nimri                                                         | Venceu    | [ 21 ] |
| 2019 | Prêmio Platino                           | Melhor Atriz em Série de TV           | Najwa Nimri                                                         | Indicado  | [ 21 ] |
| 2019 | Spanish Audio Visual Award               | Melhor Música de Programa de TV       | Manel Santisteban, Ivan Martinez Lacamara                           | Indicado  | [ 21 ] |
| 2020 | Unión de Actores y Actrices              | Melhor Performance de Apoio Masculino | Alberto Velasco                                                     | Indicado  | [ 21 ] |

## Transmissão internacional
A primeira temporada foi transmitida a partir do dia 17 de maio de 2016 no serviço Walter Presents do Channel 4. Em 2017, o Prime Video adquiriu as primeiras duas temporadas para transmissão nos Estados Unidos e, em 2018, a Hulu adquiriu as quatro temporadas para exibição no Japão. Na Grécia, a série estreou em 27 de novembro de 2018 na ERT. A série também está disponível por um período limitado de tempo no serviço de streaming online 'VTMGO' da emissora belga VTM (canal de TV).
A série também está disponível no serviço de streaming, Netflix.

## Spin-off
Uma série spin-off intitulada Vis a Vis: El Oasis estreou em abril de 2020. A série foca na personagem de Maggie Civantos, Macarena, e a personagem de Najwa Nimri, Zulema, se unindo. O spin-off serviu como a última temporada da série geral.